# Molossus molossus
Molossus molossus (Pallas, 1766) è un pipistrello della famiglia dei Molossidi diffuso in America centrale, meridionale e nei Caraibi.

## Descrizione

### Dimensioni
Pipistrello di piccole dimensioni, con la lunghezza della testa e del corpo tra 59 e 65 mm, la lunghezza dell'avambraccio tra 36 e 40 mm, la lunghezza della coda tra 30 e 39 mm, la lunghezza del piede tra 8 e 11 mm, la lunghezza delle orecchie tra 12 e 14 mm e un peso fino a 14 g.

### Aspetto
La pelliccia è corta e vellutata, con delle setole più lunghe sulla groppa. Le parti dorsali variano dal bruno-grigiastro al marrone scuro con la base dei peli bianca, mentre le parti ventrali sono bruno-grigiastre. Il muso è corto, tronco ed elevato. Una sacca golare è ben sviluppata nei maschi e rudimentale nelle femmine. Le orecchie sono corte, larghe e unite anteriormente alla base, dalla quale si estende fino alle narici una cresta cutanea. Il trago è piccolo, diritto ed appuntito, nascosto dietro l'antitrago il quale è grande e semi-circolare. Le membrane alari sono bruno-grigiastre o marroni scure e attaccate posteriormente sulle caviglie. I piedi sono corti. La coda è lunga, tozza e si estende per circa la metà oltre l'uropatagio. Il cariotipo è 2n=48 FNa=54,56 e 58.

## Biologia

### Comportamento
Si rifugia nelle case, cavità degli alberi e sotto le fronde delle palme in colonie superiori a 300 individui. Tollera temperature elevate di giorno. L'attività predatoria inizia solitamente al tramonto quando fuoriescono uno per volta dai rifugi.

### Alimentazione
Si nutre principalmente di coleotteri, omotteri, ortotteri, Dictyoptera e lepidotteri catturati in volo.

### Riproduzione
A Porto Rico e a Cuba gli accoppiamenti avvengono a febbraio o marzo e danno alla luce un piccolo alla volta a giugno e un altro a settembre. Vengono svezzati dopo 65 giorni. Sono state catturate femmine gravide in Messico nel mese di agosto e sulle Isole Cayman a luglio ed agosto insieme ad altre che allattavano.

## Distribuzione e habitat
Questa specie è diffusa nel Continente americano dal Messico fino all'Argentina settentrionale e in tutti i Caraibi con eccezione delle Bahamas.
Vive nelle foreste secche e semi-decidue, zone aperte e città fino a 800 metri di altitudine.

## Tassonomia
Sono state riconosciute 7 sottospecie:
- M.m.molossus: dagli stati messicani di Sinaloa e Coahuila attraverso il Belize, Guatemala, Honduras, El Salvador, Nicaragua, Costa Rica e Panama fino alla Colombia, Venezuela, Guyana, Suriname, Guyana francese, Ecuador, Brasile, Perù, Bolivia, Paraguay, Uruguay e Argentina settentrionale; isola di Trinidad, Anguilla, Saint Martin, Saint Barthélemy, Saba, Sint Eustatius, Guadalupa, Dominica, Martinica, Saint Lucia, Saint Vincent e Grenadine, Barbados e Grenada; Saint Croix nelle Isole Vergini Americane;
- M.m.debilis (Miller, 1913): Saint Kitts e Nevis, Antigua e Barbuda, Montserrat;
- M.m.fortis (Miller, 1913): Porto Rico e Isole Vergini;
- M.m.milleri (Johnson, 1952): Giamaica;
- M.m.pygmaeus (Miller, 1900): Aruba, Bonaire, Curaçao;
- M.m.tropidorhynchus (Gray, 1839): Cuba, Isola della Gioventù, Grand Cayman, Cayman Brac, Florida Keys;
- M.m.verrilli (J. A. Allen, 1908): Hispaniola.

## Conservazione
La IUCN Red List, considerato il vasto areale e la popolazione presumibilmente numerosa, classifica M.molossus come specie a rischio minimo (Least Concern)).